# Man on the Corner
Man on the Corner è un singolo del gruppo musicale inglese Genesis, pubblicato nel 1982 ed estratto dall'album Abacab.

## Tracce
- 7"

1. Man on the Corner - (Phil Collins)
2. Submarine - (Tony Banks)

## Classifiche
| Classifica (1982)             | Posizione massima |
| ----------------------------- | ----------------- |
| Canada                        | 28                |
| Regno Unito                   | 41                |
| Stati Uniti                   | 40                |
| Stati Uniti (mainstream rock) | 14                |